# Namlos
Namlos je obec v Rakousku ve spolkové zemi Tyrolsko v okrese Reutte.
Žije zde 93 obyvatel (1. 1. 2011).